# Ла-Рошет (Верхние Альпы)
Ла-Роше́т (фр. La Rochette, окс. La Rocheta) — коммуна во Франции, находится в регионе Прованс — Альпы — Лазурный Берег. Департамент коммуны — Верхние Альпы. Входит в состав кантона Ла-Бати-Нёв. Округ коммуны — Гап.
Код INSEE коммуны — 05124.

## Население
Население коммуны на 2008 год составляло 380 человек.
| 1962 | 1968 | 1975 | 1982 | 1990 | 1999 | 2008 |
| ---- | ---- | ---- | ---- | ---- | ---- | ---- |
| 276  | 282  | 314  | 368  | 397  | 375  | 380  |

## Экономика
В 2007 году среди 246 человек в трудоспособном возрасте (15—64 лет) 169 были экономически активными, 77 — неактивными (показатель активности — 68,7 %, в 1999 году было 70,6 %). Из 169 активных работали 156 человек (89 мужчин и 67 женщин), безработных было 13 (4 мужчины и 9 женщин). Среди 77 неактивных 26 человек были учениками или студентами, 28 — пенсионерами, 23 были неактивными по другим причинам.

## Фотогалерея
- Ла-Рошет
- Церковь
- Курган «Шляпа Наполеона»